# Sinara
Sinara est une localité située dans le département de Loropéni de la province du Poni dans la région Sud-Ouest au Burkina Faso.

## Santé et éducation
Le centre de soins le plus proche de Sinara est le centre de santé et de promotion sociale (CSPS) de Loropéni tandis que le centre médical se trouve à Kampti et que le centre hospitalier régional (CHR) de la province est à Gaoua.
Le village accueille depuis 2008 une école primaire, dont trois classes ont été construites en dur en 2019 après avoir été sous paillottes pendant dix ans.